# Businje
Busi en albanais et Businje en serbe latin (en serbe cyrillique : Бусиње) est une localité du Kosovo située dans la commune/municipalité de Pristina, district de Pristina (Kosovo) ou district de Kosovo (Serbie). Selon le recensement kosovar de 2011, elle compte 814 habitants, tous albanais.

## Démographie

### Évolution historique de la population dans la localité
| 1948 | 1953 | 1961 | 1971  | 1981  | 1991  | 2011 |
| ---- | ---- | ---- | ----- | ----- | ----- | ---- |
| 855  | 899  | 938  | 1 017 | 1 111 | 1 134 | 814  |

|  |